# Rally San Agustín de 1983
El Rally San Agustín de 1983, oficialmente 8.º Rally San Agustín, fue la octava edición y la duodécima cita de la temporada 1983 del Campeonato de España de Rally. Se celebró del 13 al 14 de agosto.

## Clasificación final
| Pos. | Piloto               | Copiloto               | Automóvil            | Tiempo  | Diferencia |
| ---- | -------------------- | ---------------------- | -------------------- | ------- | ---------- |
| 1.   | Genito Ortiz         | Ramón Mínguez          | Renault 5 Turbo      | 1:29:48 | 0.0        |
| 2.   | Beny Fernández       | José Luis Sala         | Porsche 911 SC       | 1:30:11 | +23        |
| 3.   | Juan Carlos Oñoro    | Guillermo Barreras     | Opel Manta 400       | 1:31:22 | +1:34      |
| 4.   | Carlos Piñeiro       | Carlos Orozco          | Porsche 911 SC       | 1:33:00 | +3:12      |
| 5.   | Fombona              | Torrontegui            | Porsche 911 SC       | 1:33:45 | +3:57      |
| 6.   | Daniel               | Guardado               | Citroën Visa Trophée | 1:39:15 | +9:27      |
| 7.   | Francisco Martínez   | José Antonio Crespo    | Opel Ascona 2000     | 1:40:08 | +10:20     |
| 8.   | Bandera de ?         | Bandera de ?           |                      |         |            |
| 9.   | Alberto Hevia Granda | Cele Foncueva          | Talbot Samba S       | 1:40:12 | +10:24     |
| 10.  | Roland Holke         | José Luis Puigdengolas | Ford Fiesta XR2 Mk1  | 1:41:25 | +11:37     |